# Muršak
Muršak je priimek več znanih Slovencev:
- Jan Muršak (*1988), hokejist
- Janko Muršak (*1951), pedagog, univ. prof.